# الشرف القبلي (مذيخرة)

تعديل مصدري - تعديل

الشرف القبلي محلة تابعة لقرية الشرف، التابعة لعزلة حمير بمديرية مذيخرة إحدى مديريات محافظة إب في الجمهورية اليمنية.، بلغ تعداد سكانها 101 حسب تعداد اليمن لعام 2004.